# Orbán Viktor
Orbán Viktor (tiếng Hungary: [ˈorbaːn ˈviktor] ⓘ; sinh ngày 31 tháng 5 năm 1963) là một chính trị gia bảo thủ Hungary và Thủ tướng Chính phủ hiện nay của Hungary. Ông cũng đã làm Thủ tướng Chính phủ quốc gia này giai đoạn 1998-2002 và là hiện nay các nhà lãnh đạo của Fidesz, mà liên minh với Đảng những người Dân chủ Thiên chúa giáo trong cuộc bầu cử 2010 đã giành được 52,73% số phiếu bầu và một đa số hai phần ba số ghế trong các quốc hội của Hungary.

## Tiểu sử
Ông sinh ngày 31 tháng 5 năm 1963 ở Székesfehérvár và trải qua tuổi thơ của mình trong hai ngôi làng gần đó, Alcsútdoboz và Felcsút. Năm 1977, gia đình ông chuyển đến Székesfehérvár.
Orbán tốt nghiệp từ trường trung học, ông nghiên cứu tiếng Anh năm 1981. Trong thời gian hai năm sau đó, ông đã hoàn thành nghĩa vụ quân sự, sau đó học luật tại Đại học Eötvös Loránd ở Budapest. Sau khi tốt nghiệp từ trường đó năm 1987, ông sinh sống tại Szolnok cho hai năm tiếp theo, sau đó chuyển đến Budapest, nơi ông làm nhà xã hội học cho Viện Đào tạo quản lý của Bộ Nông nghiệp và Thực phẩm.
Năm 1991, Orbán đã nhận được học bổng từ Quỹ Soros và đã dành nửa năm ở Oxford, nơi ông học tại Pembroke College.
Orbán Viktor kết hôn với luật gia Lévai Anikó. Orbán là một tín đồ Tin Lành Calvin, trong khi vẫn duy trì quan hệ tốt với các nhà lãnh đạo của tất cả các nhà thờ lớn ở Hungary. Orbán và vợ của ông có năm con. Ông rất thích các môn thể thao, đặc biệt là bóng đá, ông là một cầu thủ đã ký kết của đội bóng Felcsút, và kết quả là ông cũng xuất hiện trong Football Manager 2006.